# 42113 Юра
42113 Юра (42113 Jura) — астероїд головного поясу, відкритий 15 січня 2001 року.
Тіссеранів параметр щодо Юпітера — 3,367.
Названий на честь форанкомовного швейцарського кантону Юра